# Herbert Weil

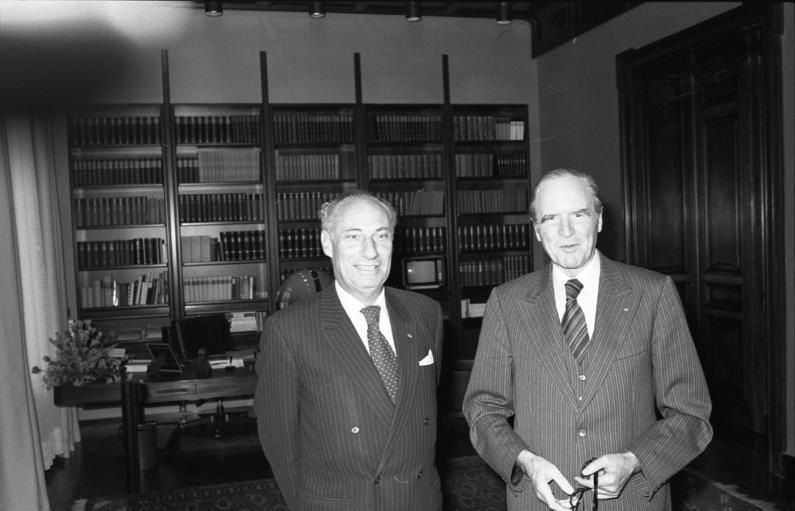
Karl Carstens (Presidente de Alemania) y embajador Herbert Weil

Herbert Weil es un diplomático alemán retirado.
- Después de 1945 trabajó como periodista en Inglaterra y fue empleado en el BBC Monitoring.
- En 1952 se incorporó al Servicio del Ministerio de Asuntos Exteriores de Alemania.
- De 1955 a 1962 fue empleado como un altavoz auxiliar de embajada en Washington D. C.,
- De 1962 a 1967 fue como consejero de embajada en Berna jefe de Relaciones públicas.
- De 1967 a 1970 fue embajador adjunto en Yangon.
- De 1972 a 1974 tenía Exequatur como cónsul general en Filadelfia.
- De 1974 al 08 de febrero de 1977 tenía Exequatur como cónsul general en Detroit.
- Del 08 de febrero de 1977 al 02 de noviembre de 1979 fue embajador en Acra.
- Del 9 de octubre de 1975 al 5 de julio de 1978 gobernó en:Ignatius Kutu Acheampong como Presidente del Consejo Supremo Militar en:Supreme Military Council (Ghana).[1]
- El 04 de junio de 1979 Jerry Rawlings dio un golpe de Estado.
- El 26 de junio de 1979 en:Fred Akuffo y en:Roger Joseph Felli (en:Minister for Foreign Affairs (Ghana)) fueron fusilados.[2]